# Douglas F6D Missileer
El Douglas F6D Missileer fue un avión propuesto de caza y defensa de la flota, embarcado, de la Armada de los Estados Unidos, diseñado por la Douglas Aircraft Company, en respuesta a un requerimiento de aquella, de 1959. Fue diseñado para ser capaz de permanecer amplios periodos de tiempo a una distancia relativamente larga de los portaaviones de la Armada estadounidense, atacando aviones hostiles a una distancia de 161 km, con su potente radar y sus misiles de largo alcance. Puesto que el enemigo podría ser atacado mucho antes de que llegase al alcance visual, el avión tenía una pequeña capacidad de combate cerrado y era estrictamente subsónico. Cuando se expresaron dudas acerca de la habilidad del Missileer de defenderse a sí mismo tras disparar sus misiles, el valor del proyecto fue cuestionado, lo que llevó a su cancelación. Partes del Missileer continuaron desarrollándose, a pesar de la cancelación, emergiendo finalmente en el malogrado General Dynamics/Grumman F-111B y el exitoso Grumman F-14 Tomcat, años más tarde.

## Desarrollo

### Antecedentes
Durante la última parte de los años 50 y en los 60 del siglo XX, los planificadores aéreos militares creían cada vez más que el combate aéreo futuro se llevaría a cabo casi enteramente por medio del fuego de misiles de largo alcance. Esto cambió considerablemente los requerimientos básicos del diseño de un caza. Se esperaba que los pilotos combatieran principalmente con sus sistemas de radar y control de fuego, esperando no ver nunca a su oponente. A causa de esto, el énfasis se puso en el combate "instrumental" y se consideró que una visión periférica era irrelevante. Los sistemas de radar eran tan complejos que no se esperaba que un piloto pudiera operar simultáneamente el radar y el avión, así que un segundo tripulante, el "oficial de interceptación radar" ("radar intercept officer") o "RIO", se hizo un accesorio común.
En el caso de la Armada estadounidense, la amenaza principal a sus operaciones aéreas sería aviones a alta velocidad, atacando a sus portaaviones, potencialmente con misiles antibuque de largo alcance, que tendrían presumiblemente cabezas de guerra nucleares. Incluso si eran detectados a largas distancias, estos aviones estarían viajando tan rápido, que los interceptores embarcados simplemente no tendrían tiempo suficiente para ser lanzados y atacarlos antes de que se hubieran acercado a los portaaviones. Por ejemplo, dado un alcance de 161 km de los radares de a bordo, un avión viajando a Mach 2, alrededor de 2173 km/h, a 35 000 pies (10 668 m), se acercaría desde la detección inicial a un alcance de fuego de 5 millas (8 km) en justo cuatro minutos. En este tiempo, un interceptor tendría que ser lanzado, ascender a la altitud dada, maniobrar hasta una posición óptima de fuego, y disparar.
Una solución a este problema sería mantener en el aire a los interceptores todo el tiempo, permitiéndoles simplemente maniobrar y disparar. Pero dados los cortos tiempos de autonomía de los aviones de altas prestaciones como el F-4 Phantom, esto requeriría inmensas flotas de cazas para mantener una cobertura óptima en el lugar mientras que los otros estuvieran repostando. Sería necesario un avión con tiempos de autonomía drásticamente mejorados para hacer práctico este enfoque. Otra solución sería incrementar el alcance de detección, permitiendo más tiempo para una interceptación. Sin embargo, el alcance de detección depende, en gran parte, del horizonte local tal como se ve desde el mástil del radar, y era poco lo que se podía hacer para extenderlo más allá de las 100 millas (161 km). La solución aquí habría sido montar el radar de búsqueda en un avión, ampliando el alcance a cientos de millas de los barcos.

### El Missileer toma forma
En 1957, la Armada estadounidense comenzó el proceso formal de solicitud de lo que llamó un "caza de defensa de flota". Preveían un gran avión con tiempos de autonomía del orden de las seis horas, apoyado por un avión radar específico dando alerta temprana. Para conseguir los tiempos de autonomía que se requerían, el avión tenía que acarrear una gran carga de combustible, y por eso era muy grande. El complejo radar requería operadores específicos, lo que resultó en una tripulación de tres. Adicionalmente, se especificó una disposición lado a lado para que el piloto y el copiloto pudieran concentrarse en una única pantalla de radar, centrada, evitando la duplicación de equipos y ayudando a reducir los errores de comunicación que podrían ocurrir si miraban diferentes pantallas. Ya que el combate cerrado se quedó fuera de la cuestión, el avión era estrictamente subsónico y no requería visibilidad periférica, sugiriendo una disposición de cabina similar a la del Grumman A-6 Intruder.

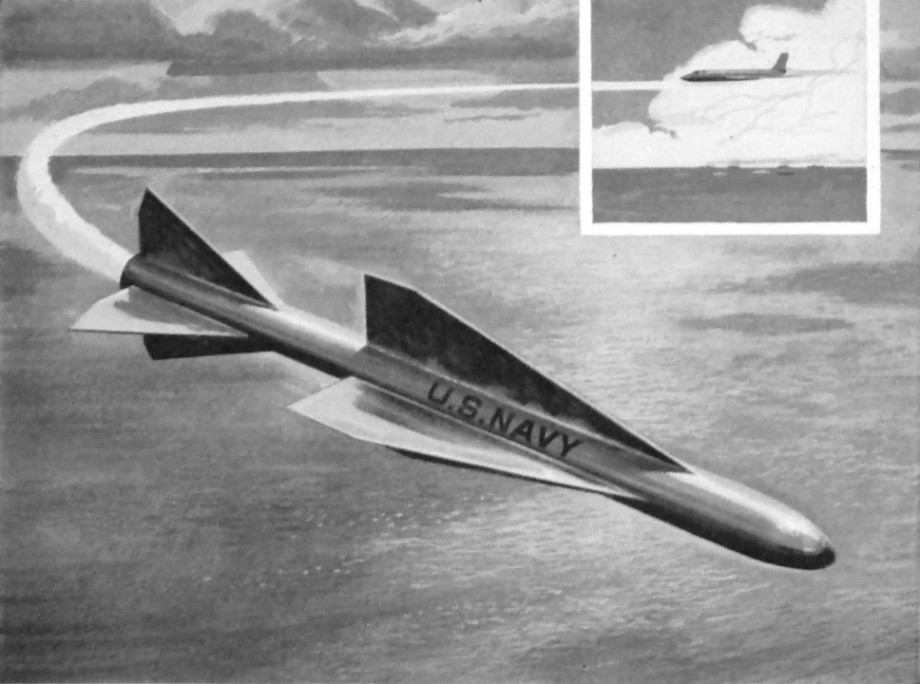
Concepción artística del misil AAM-N-10 Eagle.

El proceso empezó formalmente en diciembre de 1958, cuando a Bendix se le adjudicó un contrato para desarrollar el sistema de misil AAM-N-10 Eagle. Tras el lanzamiento, el Eagle aceleraba hasta Mach 3,5 gracias a un acelerador cohete de propelente sólido, y luego, tras un periodo de planeo, un motor sustentador de larga combustión incrementaba la velocidad lentamente hasta Mach 4,5. Usando una trayectoria parabólica que volaba más alto y por encima de los objetivos a gran altitud, el misil tenía un alcance efectivo de 300 km. En la aproximación final, el misil activaba su radar AN/DPN-53, adaptado del Boeing CIM-10 Bomarc, usando estas señales para la guía activa por radar final.
Al mismo tiempo, Westinghouse ganó el contrato para desarrollar el radar AN/APQ-81 para el avión. Era un avanzado sistema radar de pulso Doppler con un alcance máximo, contra objetivos del tamaño de un bombardero, de 220 km, y era capaz de seguir ocho objetivos a la vez en su modo rastrea mientras escanea a 150 km. El radar también podía emitir correcciones a los misiles en vuelo, y estaba a cargo de calcular sus trayectorias parabólicas. El alcance de 220 km del AN/APQ-81 significaba que el Eagle no podía ser disparado a su alcance máximo efectivo de 300 km, pero tenía una capacidad de guía pasiva por radiación que le permitía atacar blancos a su máximo alcance, aunque éste se reducía en la práctica, ya que no hacía uso de las correcciones en vuelo y volaba directamente hacia el objetivo a bajas altitudes.
Para apoyar a los cazas, era necesario un avión radar de alerta temprana mejorada, y Grumman ganó el contrato para el W2F Hawkeye. Fue equipado con el radar AN/APS-125, que tenía un alcance de búsqueda de 370 km. Esto permitía que un único Hawkeye cubriera un área servida por varios cazas. Los operadores en estos aviones pasarían la información a los pilotos de los interceptores, que luego podrían usar sus propios radares para localizar y rastrear a los objetivos.
Finalmente, a finales de 1959, Douglas Aircraft ganó el contrato para el avión en sí mismo. Propusieron usar el relativamente nuevo diseño de motor turbofán para mejorar la economía de combustible, y por tanto el tiempo de autonomía. Pratt & Whitney fue seleccionado para comenzar el desarrollo del TF30 para ocupar este apartado. Aparte de esto, el diseño del F6D era típico dentro de los diseños subsónicos de los años anteriores, como su Douglas F3D Skyknight. Llevaba un gran área de cabina bien adelantado en el avión, sobre la gran sección de aviónica y radar en una composición algo bulbosa con ventanas solo en el área frontal. Los dos motores estaban montados a los lados del avión bajo las alas rectas, y el resto del fuselaje y la sección de cola eran muy simples.

### Anulación
Para que el "sistema" F6D funcionara, un gran número de tecnologías tenían que funcionar al mismo tiempo. Entre ellas estaban los nuevos motores, radar, misiles y el avión de apoyo de alerta temprana. El desarrollo del F6D mismo era altamente probable que fuera exitoso y de bajo coste, pero el sistema en bloque era muy arriesgado y costoso.
Durante todo el programa, hubo en la Armada estadounidense quien cuestionó todo el concepto. Argüían que una vez que el Missileer hubiera disparado sus misiles, sería completamente incapaz de defenderse, y tendría que volver al portaaviones tan rápido como fuera posible para rearmarse. Durante ese tiempo, su baja velocidad y la ausencia de habilidad para el combate cerrado harían de él un blanco fácil para las fuerzas de escolta de la fuerza de ataque. Estos argumentos finalmente ganaron, y el F6D fue cancelado en diciembre de 1960.
Sin embargo, la idea de un interceptor de largo alcance fue aceptada incluso por los que no apoyaron al F6D. Por esta época, la Fuerza Aérea había estado estudiando sus propias necesidades de un interceptor y había realizado algún progreso en su diseño F-108 Rapier, así como en los radares y misiles de apoyo. Con el fin del Missileer, la Armada estadounidense se fijó en estos proyectos para ver si podían ser adaptados a sus necesidades. Hughes había estado trabajando en el GAR-9 Falcon, un diseño de misil muy grande, similar al Eagle en muchos sentidos. Hughes también estaba suministrando el sistema de radar Hughes AN/ASG-18 para el F-108, y aunque era menos avanzado que el AN/APQ-81 y carecía del modo "rastrea mientras escanea", tenía incluso mayor alcance.
Aunque el F-108 fue cancelado casi al mismo tiempo que el Missileer, la Fuerza Aérea estaba interesada en mantener vivos los programas de radar y armamento para su proyecto de interceptor F-12. Hughes propuso que los sistemas podrían ser adaptados también para la Armada estadounidense, ofreciendo una nueva versión del Falcon como AAM-N-11 Phoenix, y una versión modificada del radar como AN/AWG-9. La Armada fue finalmente forzada a participar en el programa conjunto TFX que resultó en el General Dynamics/Grumman F-111B, que podría haber usado estos sistemas. Cuando el F-111B encontró problemas insolubles en términos de prestaciones del avión como caza aire-aire, y dificultades operacionales como avión embarcado a bordo de portaaviones, los mismos sistemas acabaron en el F-14 Tomcat.
La contribución más perdurable del Missileer no fue solo su sistema, sino sus motores. El TF30, con postquemador, fue usado tanto en el F-111 como en el F-14, y los turbofán son actualmente usuales en los aviones a reacción militares. Pero mientras que el TF30 fue muy adecuado para los parámetros de las prestaciones como caza-bombardero terrestre de los F-111 y F-111B operados por la Fuerza Aérea de los Estados Unidos y la Real Fuerza Aérea Australiana, fue altamente propenso a caídas de compresión en regímenes de vuelo a altos ángulos de ataque y resultó ser una planta motriz marginal para el F-14A Tomcat, orientado a ser caza de superioridad aérea de la Armada de los Estados Unidos. Las versiones posteriores del F-14, los F-14B y F-14D, reemplazarían los problemáticos TF30 por dos motores turbofán con postquemador General Electric F110.

## Diseño
El F6D-1 habría pesado aproximadamente 50 000 libras (22 650 kg). Habría estado equipado con dos motores sin postcombustión Pratt & Whitney TF30-P2, que eran más eficientes que los turborreactores comunes de la época. Habría tenido prestaciones subsónicas, y, sin embargo, una autonomía de seis horas en estación, a 280 km de su portaaviones. De diseño convencional con alas rectas, y los motores en góndolas en la raíz alar, parecía una versión mayor del anterior F3D Skyknight de la compañía. El radar del Missileer iba a ser el Westinghouse AN/APQ-81 de pulso Doppler con un alcance de 220 km y capacidad "rastrea mientras escanea". Iba a ser capaz de atacar hasta seis blancos simultáneamente con misiles aire-aire Bendix AAM-N-10 Eagle, con un alcance de 185 km. El Eagle iba a tener la opción de llevar una cabeza de guerra convencional o nuclear. 

## Operadores
Estados Unidos
- Armada de los Estados Unidos

## Especificaciones (XF6D-1, según diseños)

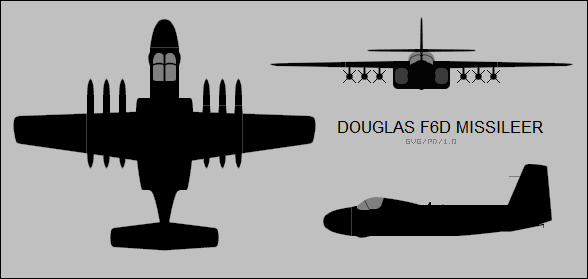
Silueta de tres vistas.

Referencia datos: The American Fighter

### Características generales
- Tripulación: 3
- Longitud: 16,2 m (53 ft)
- Envergadura: 21,3 m (70 ft)
- Altura: 5,5 m (18,1 ft)
- Superficie alar: 58,5 m² (629,9 ft²)
- Peso cargado: 22 680 kg (49 986,7 lb)
- Peso máximo al despegue: 27 216 kg (59 984,1 lb)
- Planta motriz: 2× turbofán Pratt & Whitney TF30-P-2.
  - Empuje normal: 45,5 kN (4640 kgf; 10 229 lbf) de empuje cada uno.

### Rendimiento
- Velocidad nunca excedida (Vne): 879 km/h (546 MPH; 475 kt)
- Empuje/peso: 0.41 kN/kg

### Armamento
- Misiles: 

  - 6× Bendix AAM-N-10 Eagle

### Desarrollos relacionados
- F3D Skyknight

### Aeronaves similares
- General Dynamics/Grumman F-111B

### Secuencias de designación
- Secuencia F_D (Cazas de la Armada estadounidense, 1922-1962 (Douglas, 1922-1962)): ← F3D - F4D - F5D - F6D

### Listas relacionadas
- Anexo:Aeronaves militares de los Estados Unidos (navales)